# Krzysztof Perlicki
Krzysztof Tadeusz Perlicki (ur. 19 lutego 1969 w Szubinie) – polski inżynier, doktor habilitowany nauk technicznych. Specjalizuje się w optotelekomunikacji i technice światłowodowej. Profesor nadzwyczajny Wydziału Elektroniki i Technik Informacyjnych Politechniki Warszawskiej.

## Życiorys
Syn Tadeusza i Krystyny. Absolwent I Liceum Ogólnokształcącego im. Ziemi Kujawskiej we Włocławku (1988). W 1994 ukończył studia na Wydziale Elektroniki Politechniki Warszawskiej. Doktorem został w 1999 na podstawie pracy zatytułowanej Transmisja wykorzystująca zjawisko światłowodowej konwersji modulacji częstotliwości na modulację amplitudy o dwupoziomowym optycznym sygnale wyjściowym, przygotowanej pod kierunkiem Jerzego Siuzdaka, a w 2010 habilitował się, pisząc monografię pt. Transmisja światłowodowa wykorzystująca polaryzację światła. W 2011 objął stanowisko profesora nadzwyczajnego Wydziału Elektroniki i Technik Informacyjnych Politechniki Warszawskiej. W 2013 został kierownikiem studiów podyplomowych „Telekomunikacja, Informatyka i Zarządzanie” na tymże wydziale. Prodziekan ds. ogólnych Wydziału Elektroniki i Technik Informacyjnych PW w kadencji 2020-2024.
W swojej działalności naukowej Perlicki skupia się na sieciach optokomunikacyjnych o dużych przepustowościach. Zajmuje się m.in. polaryzacją w światłowodach, zwielokrotnianiem falowym i polaryzacyjnym, a także optycznymi sieciami dostępowymi. Współpracował też z Telekomunikacją Polską, a jako członek Stowarzyszenia Elektryków Polskich, współorganizował szereg konferencji.
Publikował prace w czasopismach, takich jak „Photonics Letters of Poland”, „Optical and Quantum Electronics” czy „Journal of telecommunications and information technology”.